# Allochtoon (persoon)
Een allochtoon (Oudgrieks: ἄλλος, ander, vreemd en χθών, aarde) is iemand die permanent woonachtig is buiten het geboorteland of dat van recente voorouders. Autochtonen wonen in hun geboorteland of dat van hun recente voorouders. Met betrekking tot het woord allochtoon zijn er verschillende definities in omloop. Volgens het Genootschap Onze Taal wordt het woord "sinds de jaren negentig (...) hoe langer hoe meer als stigmatiserend ervaren". De Nederlandse overheid gebruikt het woord sinds 2016 minder vaak, en spreekt eerder van een inwoner met een migratieachtergrond.

## Introductie van de term
Hoewel het begrip in de Haagse politieke kringen van de jaren 1960 al niet onbekend was, raakte het pas in 1971 beter bekend dankzij een rapport van de sociologe Hilda Verwey-Jonker voor het Nederlandse ministerie van Cultuur, Recreatie en Maatschappelijk Werk (CRM) als beoogde vervanging van het tot dan toe gangbare woord immigrant. Feitelijk was het bedoeld als eufemisme voor mensen die buiten Nederland geboren zijn (hieronder viel dus ook de bevolking van de overzeese gebieden). Hoewel de term later als beleidstaal ging gelden voor iedereen van wie één of beide ouders niet in Nederland is geboren, doelde Verwey-Jonker specifiek op Nederlanders met een niet-westerse afkomst. Voor Verwey-Jonker was de beweegreden voor deze keuze "de duidelijke herkenbaarheid van de hier besproken groepen. Deze berust in vele gevallen op een opvallend uiterlijk - met name de huidskleur - en in sommige gevallen op de vreemde, voor weinig Nederlanders verstaanbare taal".

## Definities en invalshoeken

### Algemene definities

#### Van Dale-definitie
Volgens het Van Dale Groot woordenboek van de Nederlandse taal 2022 heeft het woord allochtoon twee betekenissen:
1. Bijvoeglijk naamwoord: van elders aangevoerd of afkomstig, niet-inheems, vreemd
2. Zelfstandig naamwoord: niet-oorspronkelijke bewoner (in het Westen m.n. gebruikt als aanduiding voor personen met een niet-blanke huidskleur, die zelf – of van wie de ouders – in het buitenland geboren zijn, bv. migranten en buitenlandse werknemers)

Deze definities zijn dus anders dan die van het CBS, omdat volgens Van Dale de kinderen van één ouder die in het land zelf geboren is en één ouder die in het buitenland geboren is geen allochtoon zijn.

### Definities en invalshoeken in Nederland

#### CBS-definitie
Het CBS gebruikt de term allochtoon sinds 2016 niet meer.
De in het verleden gebruikte definitie gaf verwarring en onduidelijkheid. Zo zou een groot deel van het Koninklijk Huis allochtoon zijn. Ook mensen met een ouder die in Nederlands-Indië of in Vlaanderen geboren is, waren volgens de CBS-definitie allochtoon. De grootste groep mensen met een migratieachtergrond zijn in Nederland van Nederlands-Indische afkomst, met 15% en de Duitse migranten komen op plaats twee met 14%. Dit wijkt af van wat doorgaans met het woord allochtoon wordt bedoeld.
In de volksmond worden met allochtonen de gastarbeiders en/of asielzoekers en hun kinderen of kleinkinderen bedoeld die zich in uiterlijk of gedrag duidelijk van autochtone Nederlanders onderscheiden. Generaliserend wordt dan gesproken over de buitenlanders, hoewel ook dat woord weer verwarrend is omdat daar ook mensen met een niet-Nederlands paspoort onder vallen, inclusief niet-residenten, zoals toeristen.
Het CBS had daarom een onderscheid gemaakt tussen westerse en niet-westerse allochtonen. Bij het vaststellen of iemand een niet-westers allochtoon is, werd allereerst naar het geboorteland van de moeder gekeken. Als de moeder geboren was in Afrika, Latijns-Amerika of Azië (incl. Turkije), met uitzondering van voormalig Nederlands-Indië/Indonesië en Japan werd iemand gerekend tot de niet-westerse allochtonen. Indien de moeder in Nederland is geboren, gold het geboorteland van de vader. Onder de genoemde gebieden vallen ook de voormalige Nederlandse Antillen, ongeacht de status in het Koninkrijk der Nederlanden en Suriname, ondanks dat dit land tot 1975 zelfs nog een overzees rijksdeel was.
Een verder onderscheid werd gemaakt tussen eerste- en tweedegeneratieallochtonen. Een eerstegeneratieallochtoon is zelf in het buitenland geboren, een tweedegeneratieallochtoon is in Nederland geboren en heeft ten minste één in het buitenland geboren ouder. Iemand die zelf in het buitenland is geboren, maar twee in Nederland geboren ouders heeft, werd tot de autochtonen gerekend. Het land van herkomst werd voor de eerste generatie bepaald aan de hand van het eigen geboorteland, voor de tweede generatie aan de hand van het geboorteland van de moeder (en indien dit Nederland is, het geboorteland van de vader).
De gebruikte begrippen westerse en niet-westerse allochtoon wijken daarnaast af van de gangbare definities van de begrippen westerse wereld en westerse cultuur. Zo zijn er na de Tweede Wereldoorlog nogal wat blanke, in Nederland geboren Nederlanders tijdelijk naar de Nederlandse Antillen verhuisd en later weer teruggekomen. Als zij daar kinderen hebben gekregen waren dit autochtonen. Maar als díe weer kinderen krijgen, dan waren dat niet-westerse allochtonen, meestal zonder dat ze dat zelf beseffen.

### Definities en invalshoeken in Vlaanderen
In Vlaanderen worden meerdere definities gebruikt:
- Voor werkgelegenheidsbeleid zijn er voorstellen om een allochtoon te definiëren als een persoon die in Vlaanderen woont of deel uitmaakt van de Vlaamse Gemeenschap (dus woonachtig in het Vlaams of Brussels Gewest), en van wie ten minste één grootouder buiten de Europese Unie is geboren en met uitsluiting van de andere West- en Noord-Europese staten, de VS en Canada. Deze definitie beoogt een betere afstemming van het beleid op die maatschappelijke groepen die met zekere achterstanden kampen.
- In onderwijscontext spreekt men van allochtoon als de leerling of (minstens) een van beide ouders niet in Vlaanderen geboren is.
- Een variante hierop is de leerling waarvan geen van beide ouders Nederlands als moedertaal heeft.
- Een veel gebruikte indeling is ook:
  - allochtonen van de eerste generatie: zijn niet in Vlaanderen geboren, maar kunnen onder bepaalde voorwaarden de Belgische nationaliteit verwerven.
  - allochtonen van de tweede generatie: zijn in Vlaanderen geboren, maar hun ouders niet, en hebben de Belgische nationaliteit door geboorte, maar kunnen ook de nationaliteit van de ouders aannemen.
  - allochtonen van de derde generatie: hun grootouder(s) zijn niet in Vlaanderen geboren maar wel (minstens een van) hun ouders.

Recent wordt in Vlaanderen de term Nieuwe Vlamingen gebruikt als alternatief voor allochtone Vlamingen. Op deze laatste term komt namelijk dikwijls de kritiek dat het dikwijls een onnodig polariserende bijklank heeft, allochtonen versus autochtonen. Deze nieuwe term wordt om deze redenen gebruikt door onder meer organisaties van de nieuwe Vlamingen zelf. Naar aanleiding van de Internationale Dag tegen het Racisme zei Gent de woorden allochtoon en autochtoon vaarwel en worden ze vervangen door termen als etnisch-culturele minderheden, Gentse Turken, Gentse Marokkanen en nieuwkomers.

## Nederland
In 2007 was volgens de CBS-definitie (niet volgens de Van Dale-definitie) 20% van de Nederlandse bevolking van allochtone afkomst: 9% Westers en 11% niet-Westers. Van die 11% niet-Westerse allochtonen was de grootste groep Turks (21%), gevolgd door Marokkanen en Surinamers (beide 19%), daarna volgden de Antillianen (7%). De overige 34% bestond uit Irakezen, Somaliërs, Iraniërs, Chinezen, Afrikanen etc. Er zijn 50.000 Turken en 25.000 Marokkanen naar Nederland gekomen als gastarbeiders; de overigen zijn als naaste familieleden gekomen. De meeste Surinamers zijn in de jaren 1970 naar Nederland gekomen, rond de onafhankelijkheid van Suriname. De Nederlandse Antillen maken deel uit van Het Koninkrijk Nederland net als Nederland zelf.

## Ontwikkeling van de benamingen
Gedurende de geschiedenis zijn er verschillende begrippen voor niet oorspronkelijke Nederlanders en Vlamingen gehanteerd, die in betekenis en gebruik niet altijd volledig overeenkomen met het woord allochtoon. Toen de migratie naar Nederland na de Tweede Wereldoorlog structurele vormen begon aan te nemen, werd voornamelijk over gastarbeiders gesproken. Het woord allochtoon is een voorbeeld van een onderdeel van een reeks begrippen uit een eufemismetredmolen.

### Nederland
Toen duidelijk werd dat deze arbeiders niet meer als (tijdelijke) gast gezien konden worden, maar voornemens waren zich permanent in Nederland te vestigen, veranderde de aanduiding naar immigrant. Naar aanleiding van de negatieve beeldvorming omtrent het begrip immigrant ontstond een behoefte aan een minder beladen term, waarin het begrip allochtoon rond 1971 voorzag. Een ander eufemisme dat in dezelfde tijd in Nederland gehanteerd werd is de term medelander, een neologisme en samentrekking van mede-Nederlander. Andere termen die gehanteerd werden zijn nieuwe Nederlanders, migranten (zoals in de Nederlandse Migranten Omroep) en asielzoekers. De laatste benaming verwijst naar een duidelijke subcategorie die slechts betrekking heeft op een deel van de allochtonen.
Aan het begin van de 21ste eeuw werd in toenemende mate duidelijk dat ook het begrip allochtoon opnieuw een pejoratieve betekenis had gekregen. Daardoor klonk de roep om het vermeende probleem aan te pakken door een nieuwe term te bedenken.Het gebruik van de term kon volgens verschillende wetenschappers een racistische lading hebben. Zo betoogde antropoloog Gloria Wekker in 2005, dat [a]llochtonen echter degenen zijn, die door hun huidskleur of hun afwijkende cultuur of religie niet in staat zijn een als legitiem ervaren claim op het Nederlanderschap te doen. De term zet dus, zonder dat het betreurenswaardige begrip 'ras' in de mond genomen hoeft te worden, racialiseringsprocessen in gang; iedereen weet dat het begrip verwijst naar mensen–van–kleur en hun afstammelingen tot in het n-de geslacht.
In 2006 werd een voorstel gedaan door de fractie van de PvdA in de Amsterdamse gemeenteraad, om het gebruik van de term allochtoon in officiële stukken te vermijden. Bij gebrek aan een alternatief bleek dit niet haalbaar. In februari 2008 suggereerde ook minister van justitie Ernst Hirsch Ballin dat de term allochtoon afgeschaft zou moeten worden, maar ook dit voorstel werd niet overgenomen. Antropoloog Philomena Essed schreef in 2008 dat de term in de praktijk een combinatie is van raciaal denken en culturele hiërarchieën.
In 2010 opperde de ChristenUnie de term bicultureel.
In 2015 stelden antropologen Marleen van der Haar en Dvora Yanow dat het onderscheid tussen allochtoon en autochtoon vooral een onderscheid op basis van huidskleur betreft. Het resultaat hiervan is volgens hen dat het woord allochtoon, geïntroduceerd als een neutraal bedoelde beleidsterm, er in de praktijk aan bij kan dragen, dat het onderscheid op basis van etniciteit of huidskleur tussen de inwoners van Nederlander wordt versterkt.
In november 2016 bracht de Wetenschappelijke Raad voor het Regeringsbeleid (WRR) een verkenning uit naar de grote diversiteit in migratie. De WRR en het Centraal Bureau voor de Statistiek (CBS) besloten hierin af te zien van het gebruik van de woorden allochtoon en autochtoon. In plaats daarvan, bijvoorbeeld bij bevolkingsstatistieken, wordt sindsdien gesproken over inwoners met een migratieachtergrond en inwoners met een Nederlandse achtergrond.
Vaak wordt tegenover de term 'persoon met een Nederlandse achtergrond' de term 'persoon met een niet-Nederlandse achtergrond' gebruikt. Deze term is echter niet correct, daar veel mensen met een migratieachtergrond wel degelijk een Nederlandse ouder hebben - en dus ook een gedeeltelijke Nederlandse afkomst. Voor de CBS-statistieken telt echter enkel de ouder met een buitenlandse afkomst mee. Dit is een vergelijkbaar principe als werd gehanteerd om de etnische afkomst van burgers te bepalen met de rassenwetten van Neurenberg. Personen met een gemengde achtergrond worden in beleidsdocumenten soms personen met een 'biculturele achtergrond' genoemd, maar zijn niet als zodanig terug te vinden in gemeentelijke of nationale statistieken.

### Vlaanderen
In het Vlaams Decreet Etnisch-culturele minderheden van 1998 staan de allochtonen vermeld als een van de doelgroepen, naast de vluchtelingen en de nieuwkomers. In dat decreet staan de allochtonen tegenover de nieuwkomers: ze verblijven reeds langere tijd (op een legale wijze) in Vlaanderen.
In Vlaanderen wordt sinds ongeveer 2000 ook de term nieuwe Vlaming of Belg/Vlaming met migratie-achtergrond gebruikt, mede op vraag van de organisaties van nieuwe Vlamingen die de termen allochtoon en (im)migrant nodeloos onderscheidend vinden voor algemeen taalgebruik.

## Wetenswaardigheden
De termen allochtoon en autochtoon bestonden overigens al langer in het Nederlands; voor 1954 werden ze gespeld als allochthoon en autochthoon. In de biologie en geologie werden de termen gebruikt om in- of uitheemse planten, dieren of verschijnselen mee te duiden.
Voor 1970 werd het woord allochtonen met name in Noord-Brabant gebruikt voor Nederlanders die uit andere provincies kwamen, bijvoorbeeld in het boekje De allochtonen in Brabant: initiaal-onderzoek naar omvang en situatie uit 1960. In die betekenis behoorde Hilda Verwey-Jonker zelf tot de allochtonen in Eindhoven. Het woord import heeft deze oorspronkelijke betekenis vervangen. Zelfs kon in de jaren 1970 een persoon uit 's-Hertogenbosch die enkele kilometers verderop naar Sint-Michielsgestel verhuisde daar als allochtoon gezien worden.